# Segno di Tinel
La manovra di Tinel (o segno di Tinel o formicolio distale alla percussione o segno di Hoffmann-Tinel) è un test di provocazione semeiologica che mette in evidenza una irritazione nervosa periferica.

## Storia
Il segno prende il nome dal neurologo francese Jules Tinel (1879-1952) che si occupò in particolare dei danni ai nervi periferici dovuti a ferite di guerra. Il neurologo descrisse questo fenomeno in francese "le signe de fourmillement" (letteralmente il segno del formicolio). Il lavoro con cui Tinel comunicò alla comunità scientifica il valore diagnostico della manovra che prende il suo nome risale al 1916 e si basa sull'osservazione di 693 pazienti. Il merito di Tinel è dovuto alla valorizzazione del segno come manovra diagnostica, in quanto nei primissimi anni del '900 i medici erano già a conoscenza dei disturbi della sensibilità e delle parestesie associate al danno dei nervi perifierici.
Storicamente è interessante notare che il segno attribuito a Tinel venne descritto con alcuni mesi di anticipo dal medico tedesco Paul Hoffmann (1884-1962), impegnato dalla parte opposta della linea del fronte, nel marzo 1915. A causa della prima guerra mondiale in corso né Hoffmann né Tinel erano al corrente dei rispettivi studi scientifici. Più correttamente si dovrebbe perciò parlare di segno di Hoffmann-Tinel.

## Procedura
Il test viene effettuato durante l'esame neurologico e consiste nel comprimere attraverso ripetute percussioni un determinato nervo nei punti in cui si superficializza. Ad esempio nel sospetto di sindrome del tunnel carpale, dove il nervo mediano è compresso al polso, l'esaminatore comprime attraverso ripetute percussioni la regione anteriore del carpo in corrispondenza del canale carpale. Il test può essere considerato positivo quando il paziente avverte parestesie (formicolio) o talvolta un franco dolore che si irradia all'avambraccio e alla mano, in particolare al pollice, indice, medio e metà radiale del quarto dito.

## Significato
La positività del test mette in evidenza l'irritazione nervosa correlata alla compressione del nervo periferico.
Inoltre in caso di rigenerazione nervosa post traumatica il segno diviene positivo durante diversi stadi del recupero somatosensoriale e tende ad irradiarsi con gradualità sempre più distalmente, man mano che progredisce la rigenerazione.
Il segno è tipicamente ricercato nella diagnosi delle neuropatie da compressione, come le sindromi del tunnel carpale e cubitale, ma è anche utile nella diagnosi di un'ampia varietà di malattie neurologiche. 
Sebbene più frequentemente associato alla sindrome del tunnel carpale, il segno di Tinel è un termine generalizzato, e può risultare positivo anche nella sindrome del tunnel tarsale, oppure nel conflitto nervoso ulnare al polso (sindrome del canale di Guyon): in quest'ultimo caso appare colpita la metà (ulnare) del quarto dito e del quinto dito.